# Districte d'Avranches
El Districte d'Avranches és un dels quatre districtes amb què es divideix el departament francès de la Manche, a la regió de la Normandia. Té 16 cantons i 160 municipis. El cap del districte és la sotsprefectura d'Avranches.

## Cantons
cantó d'Avranches - cantó de Barenton - cantó de Brécey - cantó de Ducey - cantó de Granville - cantó de La Haye-Pesnel - cantó d'Isigny-le-Buat - cantó de Juvigny-le-Tertre - cantó de Mortain - cantó de Pontorson - cantó de Saint-Hilaire-du-Harcouët - cantó de Saint-James - cantó de Saint-Pois - cantó de Sartilly - cantó de Sourdeval - cantó de Le Teilleul